# Flavonifractor plautii
Flavonifractor plautii ist eine Gattung von Bakterien die im Darm von Menschen und Tieren vorkommt.
Es ist in der Lage, verschiedene Flavonoide abzubauen. Die gebildeten Abbauprodukte tragen zu einer besseren viralen Immunabwehr des Menschen bei. Dieses Bakterium besitzt auch die Fähigkeit, gesundheitsfördernde kurzkettige Fettsäuren, wie Butyrat und Acetat, zu produzieren.

## Merkmale
Flavonifractor plautii besitzt mehrere Flagellen, sie sind gleichmäßig über die Zelloberfläche verteilt (peritriche Begeißelung). Die Zellen sind grade Stäbchen mit einer Länge von 2–7 μm und einer Breite von 0,9–1 μm. Sie erscheinen einzeln oder paarweise. Es werden runde bis ovale, subterminal gelegene Sporen gebildet.

## Stoffwechsel und Wachstum
Flavonifractor plautii ist strikt anaerob, d. h. Sauerstoff wird nicht toleriert. Der Stoffwechsel ist chemoorganotroph, es findet die Fermentation statt. Die optimale Temperatur für das Wachstum liegt bei 37 °C.
Im flüssigem Nährmedium Pepton-Hefe-Glucose-Bouillon werden Essigsäure und Buttersäure gebildet.

## Nutzung

Catechin

Struktur von Quercetin

Flavonifractor plautii ist ein Darmbakterium des Menschen und kann verschiedene Flavonoide abbauen und somit die Abbauprodukte für den Menschen verfügbar machen. Andere bekannte Bakterien, die in der Lage sind Flavonoide abzubauen sind z. B. Clostridium scindens, Eubacterium desmolans und Eubacterium ramulus.
Es wurde festgestellt, dass F. plautii Quercetin und Taxifolin zu 3,4-Dihydroxyphenylessigsäure (DOPAC), Luteolin und Eriodictyol zu 3-(3,4-Dihydroxyphenyl)propionsäure und Apigenin, Naringenin, Phloretin zu 3-(4-Hydroxyphenyl)propionsäure (auch als Desaminotyrosin, DAT oder Phloretinsäure bezeichnet) konvertiert. Desaminotyrosin wirkt aktivierend auf das Immunsystem und verringert die Schädigung vom Lungengewebe durch Influenzaviren und kann auch einen Schutz gegen SARS-CoV-2-Infektionen bieten. Es stärkt den IFN-I-Signalweg zur Unterdrückung der Virusreplikation. Auch bei anderen Bakterien, wie Lactiplantibacillus pentosus und Clostridium sporogenes, wurde dies beobachtet.
F. plautii scheint als Antiallergikum einsetzbar. Das von ihm gebildete Catechin, eine Gruppe polyphenolischer Verbindungen wie Epigallocatechin-3-O-(3-O-methyl)-Gallat (EGCG3 "Me) und Epigallocatechin-3-O-(4-O-methyl)-Gallat (EGCG4 "Me), wirkt eine starke antiallergische Wirkungen aus. Die meisten im Tee enthaltenen Katechine werden von der Darmmikrobiota umgewandelt und dann in den Blutkreislauf aufgenommen.

## Pathogenität
F. plautii kann beim Menschen auch Krankheiten hervorrufen, es gilt als opportunistischer Krankheitserreger.
So wurde berichtet, dass diese Spezies an verschiedenen Infektionen beteiligt ist, darunter Meningitis und Bakteriämie. F. plautii scheint des Weiteren bei Morbus-Crohn-Patienten eine entzündungsfördernde Wirkung zu haben.
Darüber hinaus wurde vermutet, dass seine Fähigkeit, schützende, antikarzinogene Flavonoide abzubauen, mit dem Fortschreiten von Darmkrebs in Verbindung steht. Interessanterweise war die relative Häufigkeit von F. plautii auch im Blinddarm von Mäusen, die in einem Versuch chronischem Stress durch Erhöhte Schwerkraft ausgesetzt wurden, deutlich erhöht.
Es wurde beschrieben, dass sich die Darmmikrobiota-Gemeinschaft zwischen Patienten mit neu diagnostizierter bipolarer Störung und gesunden Personen unterscheidet. Eine neu diagnostizierte bipolare Erkrankung war mit der Prävalenz von Flavonifractor verbunden. Das Vorhandensein von Flavonifractor beeinflusst möglicherweise oxidativen Stress und Entzündungen in seinem Wirt und könnte möglicherweise die Darmmikrobiota mit der Krankheitspathologie der bipolaren Störung in Verbindung bringen.

## Systematik
Die Geschichte der einzelnen Arten der Gattung Flavonifractor begann 1907 mit der Beschreibung beweglicher fusiformer Stäbchen durch Plaut im Jahr 1907, die aus menschlicher Ulzeromembranöse Stomatitis isoliert wurden und später von Séguin im Jahr 1928 als Fusobacterium plauti (plauti nur mit einem i geschrieben) bezeichnet wurden (Séguin, 1928). Anhand von Fettsäuremustern und elektronenmikroskopischen Untersuchungen der Zellwand wiesen Hofstad und Aasjord im Jahr 1982 nach, dass es sich bei Fusobacterium plautii VPI 0310 um einen Gram-positiven Mikroorganismus handelt, und ordneten diese Art der Gattung Eubacterium zu. Auf der Grundlage ihrer Beobachtung schlugen die Autoren vor, dass das ursprünglich von Plaut beobachtete orale fusiforme Bakterium wahrscheinlich ein Selenomonas sp. und nicht Eubacterium plautii war. Im Jahr 1991 wurde Clostridium orbiscindens von Winter et al. beschrieben. Aufgrund molekularer, biochemischer und genomischer Beweise schlugen Carlier et al. 2010 vor, E. plautii und Clostridium orbiscindens in einer neuen Gattung als Flavonifractor plautii gen. nov., comb. nov. zu vereinen.

## Externe Links zu erwähnten Verbindungen
1. ↑  Externe Identifikatoren von bzw. Datenbank-Links zu Eriodictyol:  CAS-Nr.: 552-58-9, EG-Nr.: 209-016-4, ECHA-InfoCard: 100.008.198, PubChem: 440735, ChemSpider: 389606, Wikidata: Q3459685.
2. ↑  Externe Identifikatoren von bzw. Datenbank-Links zu 3-(3,4-Dihydroxyphenyl)propionsäure:  CAS-Nr.: 1078-61-1, EG-Nr.: 214-083-8, ECHA-InfoCard: 100.012.804, PubChem: 348154, ChemSpider: 308986, Wikidata: Q10395580.